# میزوکی یوینا
میزوکی یوینا (انگلیسی: Mizuki Yuina؛ زادهٔ ۱۹ دسامبر ۱۹۹۵) صداپیشه اهل ژاپن است. وی از سال ۲۰۱۳ میلادی تاکنون مشغول فعالیت بوده‌است.